# Forno di Zoldo
Forno di Zoldo (Al Fôr in ladino) è una frazione del comune di Val di Zoldo, nella provincia di Belluno.
Precedentemente comune autonomo, in seguito al referendum del 2016 si è fuso con Zoldo Alto in un nuovo comune sparso.
Il comune si componeva del capoluogo Forno e delle frazioni Astragal, Bragarezza, Calchera, Campo, Casal, Cella, Cercenà, Col, Colcerver, Cornigian, Dont, Dozza, Foppa, Fornesighe, Pieve, Pra, Pradel, Pralongo, Sommariva, Sotto le Rive, Sottorogno e Villa.

## Geografia fisica

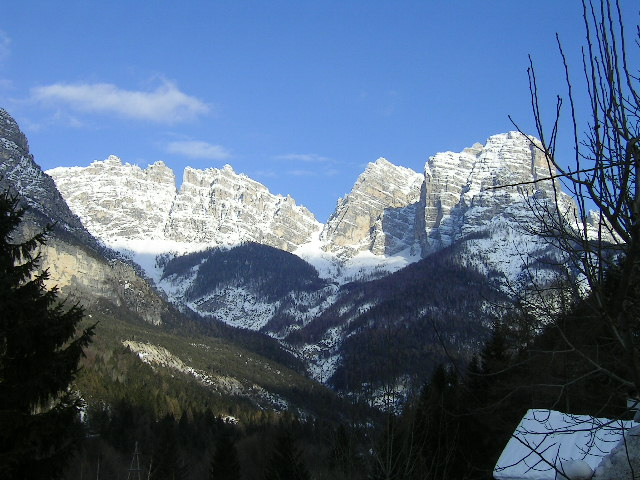
Il gruppo del Bosconero visto da Forno di Zoldo

Forno di Zoldo si trova all'inizio della val di Zoldo, considerando che il tratto compreso tra Longarone e il lago di Pontesei è più precisamente detto canal del Maè. Si estende sulle due rive del torrente Maè, nel punto in cui esso accoglie da sinistra le acque del Gaf (che segna la val di Vise) e da destra quelle della Malisia e della Prampera (che solcano rispettivamente la val de la Malisia e la val Pramper).
Il corso d'acqua taglia il paese in due parti: Forno di Qua, a sinistra, costituita dal centro e dagli adiacenti borghi Sant'Antonio e San Francesco. Forno di Là, a destra, si suddivide nei sobborghi di Fain, Barat e Baron.

## Storia

L'ex stemma comunale

Il toponimo è riferito all'importante presenza di forni e fucine per la lavorazione del ferro, alimentati dalle acque del Maè e dei suoi affluenti. Secondo lo storico Tomaso Catullo, già nel XIV secolo esisteva nel paese un forno, detto "vecchio", che lavorava la pirite proveniente dalla vall'Inferna.
Durante il periodo della Serenissima, Forno divenne il capoluogo amministrativo di Zoldo, con l'insediamento di un capitano nominato dal Consiglio nobile di Belluno.
Fino all'istituzione degli odierni comuni, fu inoltre sede dell'omonima regola (detta anche Sot i Zei), comprendente anche Sottolerive e Pralongo.

### Simboli
Lo stemma di Forno di Zoli era d'azzurro, all'incudine sostenente il martello posto in fascia e sostenuta dal tronco d'albero, il tutto al naturale. Il gonfalone era un drappo di verde.

### Onorificenze
Il 27 giugno 1907 Forno di Zoldo divenne la XXI città decorata con Medaglia d'Oro come "Benemerita del Risorgimento nazionale" per le azioni altamente patriottiche compiute dalla città nel periodo del Risorgimento.

## Monumenti e luoghi d'interesse

### Architetture religiose
Chiesa di Sant'Antonio AbateSorge all'estremità occidentale di Forno di Qua (borgo Sant'Antonio). Esistente, pare, già prima del 1454, fu ampliata e restaurata nel 1619. Ai primi dell'Ottocento, sotto Napoleone, fu soppressa la confraternita di battuti che la gestiva e venne privata dei suoi beni dotali. Passò quindi alla diretta cura dei fedeli, ma questo portò a una grave situazione di povertà che perdurò per tutto il secolo. Solo dopo la grande guerra, che provocò diversi danni, subì un drastico restauro. Già dipendente dalla Pieve di Zoldo, nel 1936 fu dichiarata parrocchiale. Sulla facciata sussistono degli affreschi risalenti a fine Settecento. Di questi, si cita, sopra il rosone, un grande disegno che rappresenta i Battuti inginocchiati sotto il mantello della Vergine, con i santi Antonio abate, Antonio da Padova con il Bambino, Rocco e Bartolomeo. L'altare maggiore è un lavoro ligneo di Jacopo Costantini, dotato di un'ancona divisa in due parti: in quella inferiore, trovano posto le figure di Sant'Antonio abate al centro e dei santi Carlo Borromeo e Macario ai lati; in quella superiore è collocato il Cristo risorto; il tutto è concluso da un timpano con sopra la statua di Sant'Antonio da Padova. Il tabernacolo è attribuito a Giovanni Paolo Gamba Zampol. A questo si aggiungono i due altari di Sant'Antonio da Padova e di San Silvestro. Il primo è stato realizzato da Giovanni Auregne nel 1667 ed è ornato da una pala dipinta di Nicolò De Barpi raffigurante Sant'Antonio da Padova in adorazione del Bambino Gesù. L'altro è pure opera di Jacopo Costantini; di pregio l'alzata, che ospita le statue di San Silvestro tra i santi Floriano e Bartolomeo.
Chiesa di San FrancescoSi trova nell'omonimo borgo, nei pressi del palazzo del Capitaniato e adiacente all'antica casa Sommariva "Ciori". Le prime notizie su di essa risalgono al 1570. Come Sant'Antonio, dipendeva dalle cure della confraternita dei Battuti, che vi si riuniva alla vigilia di ogni festività per la recita delle litanie. Con le soppressioni Napoleoniche, anche San Francesco passò al demanio, venendo spogliata dei suoi ricchi arredi (di cui resta un minuzioso elenco dei primi del Settecento). Quando, qualche anno dopo, fu riaperta al culto, versava in condizioni deplorevoli, tanto che il vescovo di Belluno Luigi Zuppani fu costretto a chiuderla nuovamente. Dopo alcuni tentativi di restauro, nell'estate 1889 fu quasi del tutto demolita e ricostruita, venendo benedetta già il 4 ottobre successivo. Dell'edificio originale resta solo la parete di fondo, decorata con gli affreschi di San Floriano e San Francesco della prima metà del XVI secolo. Degli interni, si cita l'altare ligneo, del 1621, su cui è posta la statua della cosiddetta Madonna d'Aost, scolpita, forse, da Gamba Zampol. Due tele secentesche, di scarso valore, sono state trasferite in un luogo più sicuro.
Chiesa dei Santi Fabiano e SebastianoSituata nella frazione di Astragal ed intitolata anche alla Santissima Trinità e a san Barnaba, la dedicazione ai due santi taumaturghi, con cui è comunemente conosciuta, dovrebbe essere posteriore alla sua fondazione: si lega forse ai fatti del 1436, quando nella cattedrale di Belluno fu eretto loro un altare perché placassero un'epidemia di peste. A detta di un'iscrizione riportata sulla facciata sopra l'ingresso principale, è originaria del 1110, tuttavia la prima testimonianza certa è della prima metà del Cinquecento. L'ultima consacrazione è del 1595 ad opera di monsignor Giorgio Doglioni, delegato del vescovo di Belluno Luigi Lollino. La comunità locale è da sempre molto affezionata alla sua chiesa e nei secoli si è presa carico di restauri e ampliamenti. Nel 1759 fu costruita la sagrestia e nel 1797 fu rifatto l'altare maggiore. Nel corso dell'Ottocento fu dato nuovo impulso al culto mariano e nel 1865 venne eretta la cappella della Beata Vergine di Caravaggio. Gli ultimi lavori di manutenzione si svolsero nel 1990. Degli interni va citato l'altare maggiore e i due angeli dell'altare della Santa Croce, tutte opere dell'intagliatore Domenico Manfroi. Di Giovanni Battista Panciera Besarel, padre del più noto Valentino, è invece il gruppo scultoreo della Madonna di Caravaggio (1842). Il campaniletto è del 1984 e sostituì il precedente del 1924. La chiesa è il fulcro di una sagra che si svolge ogni anno il 20 gennaio.
Chiesa di San RoccoLa Chiesa di Bragarezza fu eretta a partire dal 1633 per invocare l'intercessione del santo taumaturgo per eccellenza, san Rocco, contro una terribile pestilenza che in quel periodo infuriava nella valle. L'opera fu voluta e finanziata non solo dalla comunità di Bragarezza, ma anche da quelle di Fornesighe, Casal, Cella, Calchera, Pra, Sommariva, Campo, Sottorogno e Colcerver. A causa delle difficoltà nel reperire denaro e manodopera, la costruzione fu assai lenta. All'interno è conservata una pala con la Madonna e santi di ignoto (1666).
Chiesa dei Santi Ermagora e FortunatoSi trova sul ciglio orientale del pianoro su cui sorge il paese di Colcerver, offrendo un notevole panorama sulla bassa val Zoldana. Venne eretta tra il 1739 e il 1741 su iniziativa della famiglia Panciera, la quale la dotò di dieci livelli sui propri terreni. Si presenta come un piccolo edificio dalle linee molto sobrie. Gli ingressi sono due, quello principale, sovrastato da un oculo, e uno secondario aperto sul lato nordorientale; presentano entrambi stipiti lavorati in pietra di Castellavazzo. L'interno, a navata unica, custodisce un solo altare con alzata lignea dipinta. Degne di nota le tre acquasantiere, anch'esse in pietra di Castellavazzo. Dal lato destro del coro, caratterizzato dal soffitto a vele, è possibile accedere alla sagrestia. All'esterno si trova un minuscolo campanile di legno, con una sola campana; di quello originale resta una finestrella sulla facciata.
Chiesa di Santa CaterinaDell'edificio eretto a Dont si hanno notizie solo dall'inizio del Cinquecento ma la sua origine è certamente più antica. Le prime attestazioni, infatti, riferiscono che all'epoca la chiesa era già consacrata e che disponeva di sagrestia, cimitero e anche di alcune proprietà terriere (prati a Colcerver). Sul finire del secolo si cominciò a progettare il campanile. Nel 1729 la regola di Dont chiese e ottenne dal vescovo di Belluno Valerio Rota di ampliare il luogo di culto a causa dell'aumento della popolazione. I lavori si protrassero sino al 1734-1735. Nel 1780 venne costruito l'attuale campanile, in sostituzione del precedente secentesco. Altri rifacimenti si ebbero attorno al 1898, quando la chiesa fu elevata a parrocchiale, e nel corso del Novecento. Santa Caterina custodisce numerose opere d'arte di pregio. Presso l'arco trionfale si trovano due statue policrome (Crocifisso tra la Madonna addolorata e San Giovanni evangelista) scolpite da un anonimo nel 1734, mentre sulle lesene dello stesso sono stati appesi due affreschi (San Rocco e San Sebastiano) staccati dalla vicina casa De Lazzer e attribuiti ad Antonio Rosso (XV-XVI secolo). L'altare maggiore è di Giovanni Battista Panciera Besarel (padre del più noto Valentino); dello stesso autore una Madonna della Salute con Bambino posta nella nicchia soprastante, realizzata nel 1836 per chiedere la fine di un'epidemia di colera. Le pareti del presbiterio e del soffitto sono decorate da un ciclo di affreschi con figure di santi di Carlo Alberto Zorzi (1947). L'altare di sinistra, dedicato alla Passione, è stato trafugato nel 1985; resta solo l'alzata, ricostruita nel 1995 impiegando alcune statue secentesche di Giovanni Battista Auregne. Dello stesso periodo è un altro altare in legno dorato che richiama l'arte dei Costantini. Nella cappella di destra è esposto un imponente monumento ad Andrea Brustolon, realizzato nel 1878 da Valentino Panciera Besarel e inaugurato nel 1885. Infine, vanno citate due tele di Lorenzo Pauliti (mediocre artista cinquecentesco), una copia dell'Ultima cena della chiesa di Astragal e un dipinto ottocentesco di Giovanni Battista Lazzaris, contadino del luogo che si cimentò nella pittura da autodidatta.
Chiesa di San VitoL'edificio sacro si trova nel villaggio di Fornesighe. Già filiale della Pieve di San Floriano e dal 1961 parrocchiale, di questa chiesa si hanno notizie solo dal 1570 ma ha certamente origini più antiche. A partire dal 1727, in base a una richiesta avanzata dai regolieri di Fornesighe un decennio prima, la chiesa viene gradualmente risistemata e ampliata assumendo l'aspetto attuale. A questo periodo risale l'altare maggiore, opera di Giovanni Paolo Gamba Zampol (1761 ca.). Altri lavori si svolsero negli anni 1920: nel 1923 vennero fuse le nuove campane, nel 1927 fu rifatto il tetto e ampliata la sagrestia, nel 1928 si avviò un restauro generale.
Chiesa di San FlorianoIl paese di Pieve trae il nome da questo monumento che fu in passato pieve matrice di tutte le parrocchie della Val di Zoldo. San Floriano avrebbe avuto origine nel X secolo. Venne citata per la prima volta in una bolla papale di Eugenio III (1145), cui seguirono le menzioni in una bolla di papa Lucio III e in un diploma di Federico Barbarossa (1185). A partire dal XIII secolo subì una serie di rifacimenti che si conclusero con la consacrazione del 1487. Le attuali forme romanico-gotiche rimandano appunto a questi interventi. L'esterno è decorato con degli affreschi, scoloriti, di scuola vecelliana. Gli interni conservano numerose opere di pregio, specialmente lavori in legno realizzati da alcuni celebri intagliatori originari della valle. Fra tutte spicca l'altare delle Anime, grandiosa opera giovanile dell'intagliatore Andrea Brustolon (1687), ornato dalla pala delle Anime purganti di Agostino Ridolfi. L'altare maggiore, in marmo di Carrara e dalle linee rococò (1782) è sormontato da un crocifisso ligneo di Valentino Besarel iunior; dietro è collocata la pala con i Santi Floriano e Giovanni Battista dipinta da Francesco Maggiotto nel 1783. Al coro, costituito da un rivestimento ligneo realizzato da Giovanni Paolo Gamba Zampol e Valentino Bersarel senior, sono stati aggiunti elementi decorativi raffiguranti Episodi della vita di Maria di Giuseppe Cherubin (1913). A Valentino Besarel iunior si devono il gruppo scultoreo della Madonna del Rosario (1897) e la Vergine Assunta in legno gessato e colorato. Sulla parete di sinistra spiccano due tavole attribuite quattrocentesche a Girolamo da Trento. Nei pressi del fonte battesimale, cinquecentesco, si collocano l'altare dello Spirito Santo, recante una pala, forse, di Domenico Falce (prima del 1647), e l'altare di San Rocco, con una tela attribuita a Francesco Frigimelica (XVII secolo). Vanno inoltre citati il tabernacolo "Bardellino", singolare manufatto in pietra commissionato dal pievano Giovanni Battista Bardellino (XVI secolo), una Pietà in arenaria dei primi del Quattrocento, la tela ad olio con i Santi Antonio da Padova e Teresa d'Avila, di un anonimo settecentesco, e alcune tele di Marco Vecellio. L'organo, pregevole strumento del 1812, è di Antonio e Agostino Callido, ancora vivente l'anziano padre Gaetano Callido a cui erano subentrati alla direzione della ditta (1807) nel rispetto dei canoni costruttivi. Il campanile è più tardo della chiesa: l'originale, iniziato nel 1562 e concluso solo nel 1670, fu distrutto da un incendio nel 1835. Fu ricostruito nel 1844 da Antonio Talamini Pol e Giovanni Battista Panciera Besarel, padre del già citato Valentino. Alto 47 metri, si caratterizza per la guglia ricoperta da scandole di larice. Le campane sono recenti poiché quelle originarie furono donate alla Patria durante la prima guerra mondiale.
Chiesa dell'AddolorataSi trova anch'essa a Pieve. Un affresco posto sulla chiesa ne fa risalire la fondazione al XIII secolo, ma la prima menzione dell'edificio sacro risale al 1541. In stile gotico con aggiunte neogotiche, contiene un grandioso altare opera di Valentino Panciera Besarel.
Vecchio cimitero dell'AddolorataOperativo dal 1836 fino al 1948, è oggi avvolto nella macchia e conserva lapidi e cappelle funebri.
Chiesa di Sant'AndreaLe origini della chiesa di Pralongo risalgono al 30 agosto 1626, quando i fratelli Alvise, Giacinto e Giulio Gottardo Zampolli chiesero al vescovo di Belluno Giovanni Dolfin di innalzare una chiesa in luogo del sacello che anni addietro il loro padre Giovanni aveva costruito in onore di san Gottardo. La proposta fu accolta: il 5 maggio 1627 fu posata la prima pietra e già l'anno successivo l'edificio era sostanzialmente ultimato. Un documento del 1662 che la descrive testimonia come abbia mantenuto grossomodo le forme originali sino ai giorni nostri. Da segnalare, nel 1669, la costruzione della sagrestia e, nel 1695, lavori di manutenzione e abbellimento. Tutti gli interventi furono iniziativa della famiglia Zampolli che rimase sino ai tempi recenti proprietaria della chiesa; forse per questa ragione, non fu colpita dall'incameramento dei beni ecclesiastici attuato in epoca napoleonica. Negli anni 1940 Teresa Marcon in Zampolli eseguì le decorazioni pittoriche sulle vele del presbiterio e sull'antipetto dell'altare. Infine, all'inizio degli anni 1970 fu effettuato un radicale restauro. All'interno sono conservate le due pale (Set e Madonna del Soccorso e san Gottardo) di anonimi. Oggi è compresa nella parrocchia di Forno di Zoldo.
Chiesa della Madonna del RosarioIl piccolo edificio di Villa venne realizzato tra il 1893 e il 1894 dagli abitanti del luogo, in sostituzione di un oratorio demolito anni addietro. La costruzione procedette a rilento, soprattutto a causa della scarsità di mezzi di cui disponeva la popolazione. Non presenta aspetti artistici di particolare rilevanza, ma è tutt'oggi gelosamente custodita dagli abitanti.

### Architetture civili
Palazzo del CapitaniatoDetto anche Palazzo della Ragione, è l'antica sede del capitano di Zoldo, il governatore inviato dal consiglio dei nobili di Belluno ai tempi della Serenissima. Sulla facciata si può notare lo stemma lapideo della famiglia bellunese dei Pagani, accompagnato dalla data 5 aprile 1601. Restaurato nel 1988, dalla primavera del 1997 l'edificio ospita il Museo del Chiodo, alla cui fondazione contribuì anche lo storico Giuseppe Šebesta.
Ex municipioAl suo interno sono conservate alcune opere di pregio, tra cui una Deposizione attribuita a Palma il Giovane e un Cristo in croce assegnato a Francesco Frigimelica, nonché una statua dell'Italia turrita di Valentino Besarel. Su un grande pannello è esposta una collezione di chiodi prodotti all'inizio del Novecento dai fabbri locali.

## Società

### Evoluzione demografica
Abitanti censiti

## Infrastrutture e trasporti
Forno di Zoldo è attraversato dalle ex Strade Statali 251 e 347. Da Dont si accede al passo Duran passando per la val di Goima, arrivando poi ad Agordo; proseguendo invece per Zoldo Alto si arriva al passo Staulanza, che mette in collegamento la val di Zoldo con la val Fiorentina. L'accesso principale alla valle da sud est è la SP 251 che da Longarone dopo 18 km ed oltre 200 curve percorrendo tutto il canale del Maè permette di entrare in un paesaggio tipicamente alpino.
La fermata di Zoldo sorgeva lungo la ferrovia delle Dolomiti, attiva in questa tratta fra il 1921 e il 1964.

## Amministrazione

L'ex gonfalone comunale

| Periodo           | Periodo           | Primo cittadino       | Partito                              | Carica                    | Note   |
| ----------------- | ----------------- | --------------------- | ------------------------------------ | ------------------------- | ------ |
| 2 gennaio 1986    | 15 novembre 1990  | Alessandro Bottecchia | PSDI                                 | sindaco                   | [ 27 ] |
| 15 novembre 1990  | 25 gennaio 1991   | Francesco Squarcina   | -                                    | commissario straordinario |        |
| 18 febbraio 1991  | 11 settembre 1994 | Luigi Nadir De Fanti  | DC                                   | sindaco                   | [ 28 ] |
| 11 settembre 1994 | 24 aprile 1995    | Antonio Cananà        | -                                    | commissario straordinario |        |
| 10 giugno 1996    | 17 aprile 2000    | Giacomo Renzo Scussel | lista civica                         | sindaco                   | [ 29 ] |
| 18 aprile 2000    | 14 maggio 2001    | Giuseppe Sacchi       | -                                    | commissario prefettizio   |        |
| 14 maggio 2001    | 30 maggio 2006    | Fausta De Feo         | lista civica Zoldo presente e futuro | sindaco                   | [ 30 ] |
| 30 maggio 2006    | 16 maggio 2011    | Fausta De Feo         | lista civica Zoldo presente e futuro | sindaco                   | [ 31 ] |
| 16 maggio 2011    | 23 febbraio 2016  | Camillo De Pellegrin  | lista civica Zoldo è domani          | sindaco                   | [ 32 ] |

## Sport
Forno di Zoldo disponeva di un palaghiaccio, in cui si allenava e disputava la partita di hockey l'USG Zoldo, squadra di livello arrivata fino alla serie A. Nel 2009 a seguito di uno degli inverni con le precipitazioni nevose più copiose della storia della Valle, il tetto è collassato, tanto che oggi è possibile utilizzare la pista solo su ghiaccio naturale all'aperto, sorta sul sedime della vecchia pista. La squadra di hockey ha dovuto invece migrare a Claut per potersi allenare e giocare le gare interne di campionato.
In frazione Campo sorge la pista di sci di fondo illuminata per allenamenti e gare in notturna.
Uno dei maggiori sodalizi sportivi della val di Zoldo è lo Sci Club Valzoldana, associazione sportiva dilettantistica con sede sociale a Dont di Zoldo, sorta nel 1958 riunendo vari sci club della Valle. Divisa in due sezione, sci alpino e sci nordico (che comprende anche il biathlon), negli anni ha avuto modo di far parte dell'organizzazione dei Giochi della Gioventù invernali del 1980, dei parallelo notturno di sci di fondo negli anni settanta e delle gare di Coppa del Mondo di sci alpino femminile dal 1986 al 1990 sulla pista Foppe di Pecol di Zoldo Alto.